# Henry Larsen (Ruderer, 1891)
Henry Ludvig Larsen (* 16. August 1891 in Kristiania; † 20. Januar 1969 in Tønsberg) war ein norwegischer Ruderer.

## Karriere
Larsen nahm 1912 erstmals an den Olympischen Spielen teil und gewann in Stockholm im Vierer mit Steuermann die Bronzemedaille. Acht Jahre später, bei den Spielen 1920 in Antwerpen, sicherte er sich in derselben Disziplin erneut Bronze.